# Radermachera gigantea
Radermachera gigantea là một loài thực vật có hoa trong họ Chùm ớt. Loài này được (Blume) Miq. miêu tả khoa học đầu tiên năm 1867.